# Odynerus intrepidus
Odynerus intrepidus är en stekelart som beskrevs av Edoardo Zavattari 1912.
Odynerus intrepidus ingår i släktet lergetingar och familjen Eumenidae. Inga underarter finns listade i Catalogue of Life.